# Torre Nueva

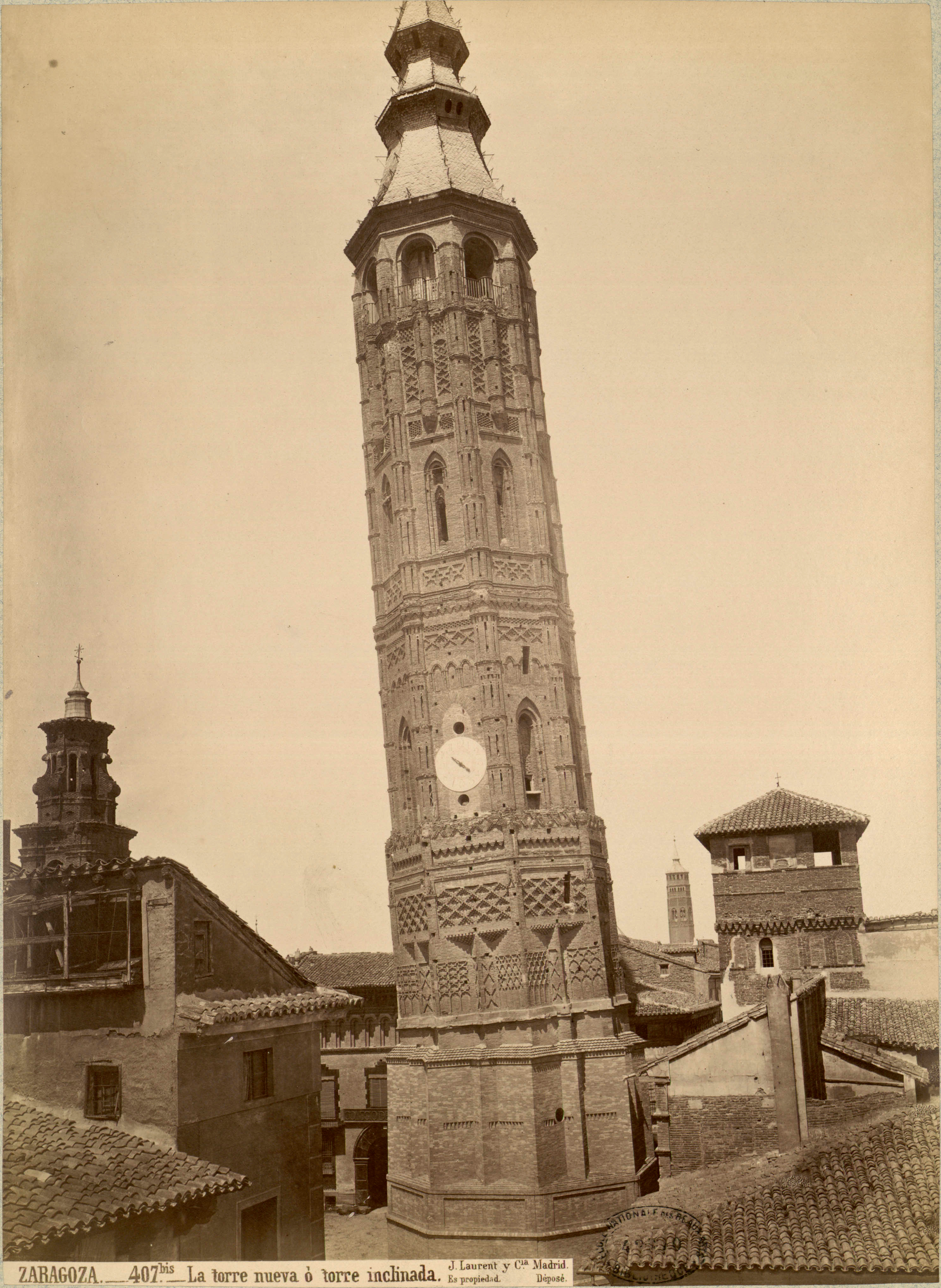
La Torre Nueva. Fotografía de J. Laurent, hacia el año 1876.

La Torre Nueva fue la más famosa torre mudéjar de la ciudad española de Zaragoza. Levantada en la actual plaza de San Felipe, constituyó el primer gran edificio construido en la ciudad durante el siglo XVI.
De 1504 a 1512, el concejo mandó construir una torre civil, para albergar el reloj público —construido por el leridano Jaime Ferrer— y las campanas que regulasen la vida de la ciudad. Las campanas se colocaron en 1508. La torre estaba construida con ladrillo en estilo mudéjar por los maestros cristianos (Gabriel Gombao y Antón Sariñena) y los mudéjares (Juce Galí, Ismael Allabar y el maestro Monferriz). Se empezó a derribar en 1892 por decisión del Ayuntamiento de Zaragoza.

## Descripción del monumento

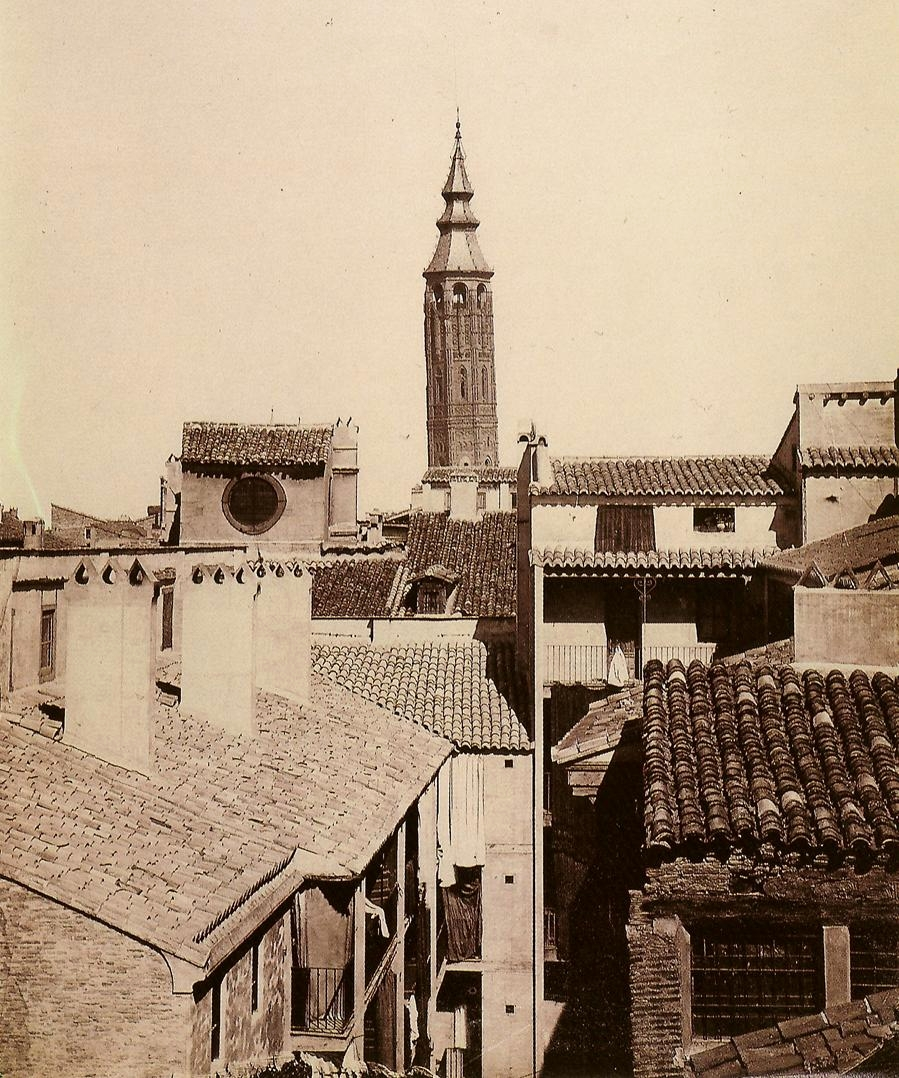
Zaragoza, la Torre Nueva. Años 1865-1867. Fotografía de José Martínez Sánchez, asociado a J. Laurent.

De cuatro alturas, la primera tenía forma de estrella de dieciséis puntas y las siguientes eran octogonales con contrafuertes angulares, característica propia de estas torres en el siglo XVI y modelo y ejemplo para otras torres como la de Santa María de Calatayud. El remate fue añadido en 1749, siendo este un vistoso triple chapitel, con cubiertas de pizarra, eliminado a partir de 1878.

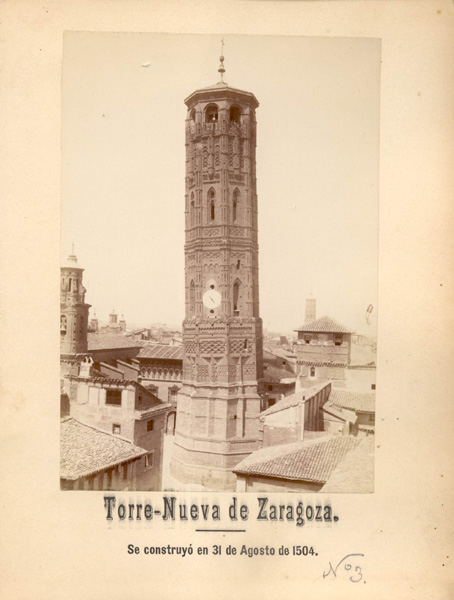
La Torre Nueva de Zaragoza, fotografiada después de 1878, desmochada, sin su triple chapitel, y antes de empezar a ser demolida en 1892.

Animaba el edificio una gran decoración a base de figuras geométricas y de cerámica; además se abrían vanos con arcos apuntados. 
La torre empezó a inclinarse poco tiempo después de su construcción, posiblemente debido a las prisas en construir los cimientos y el primer cuerpo: la parte sur de la torre fraguó más rápidamente que la parte norte, lo que causó una diferencia en las tensiones de ambos lados que inclinaría la torre. Se intentó poner remedio reforzando los cimientos, pero la inclinación se mantuvo. Su inclinación o desviación respecto a la vertical era de casi tres metros.
Desde el mismo siglo XVI, la torre se convierte en símbolo de la ciudad.
Durante los Sitios (1808-09), la torre se empleó para vigilar los movimientos de las tropas francesas, además de para dar el aviso en caso de peligro.
Estaba considerada como la más famosa torre inclinada española. En el siglo XIX fue muy reproducida por grabadores y fotógrafos. Entre las vistas fotográficas conservadas destaca la realizada por Charles Clifford, en octubre de 1860, o las diferentes tomas de J. Laurent, entre los años 1863 y 1877. Pero también fue inmortalizada por fotógrafos locales como Júdez o Coyne.

## Demolición de la torre

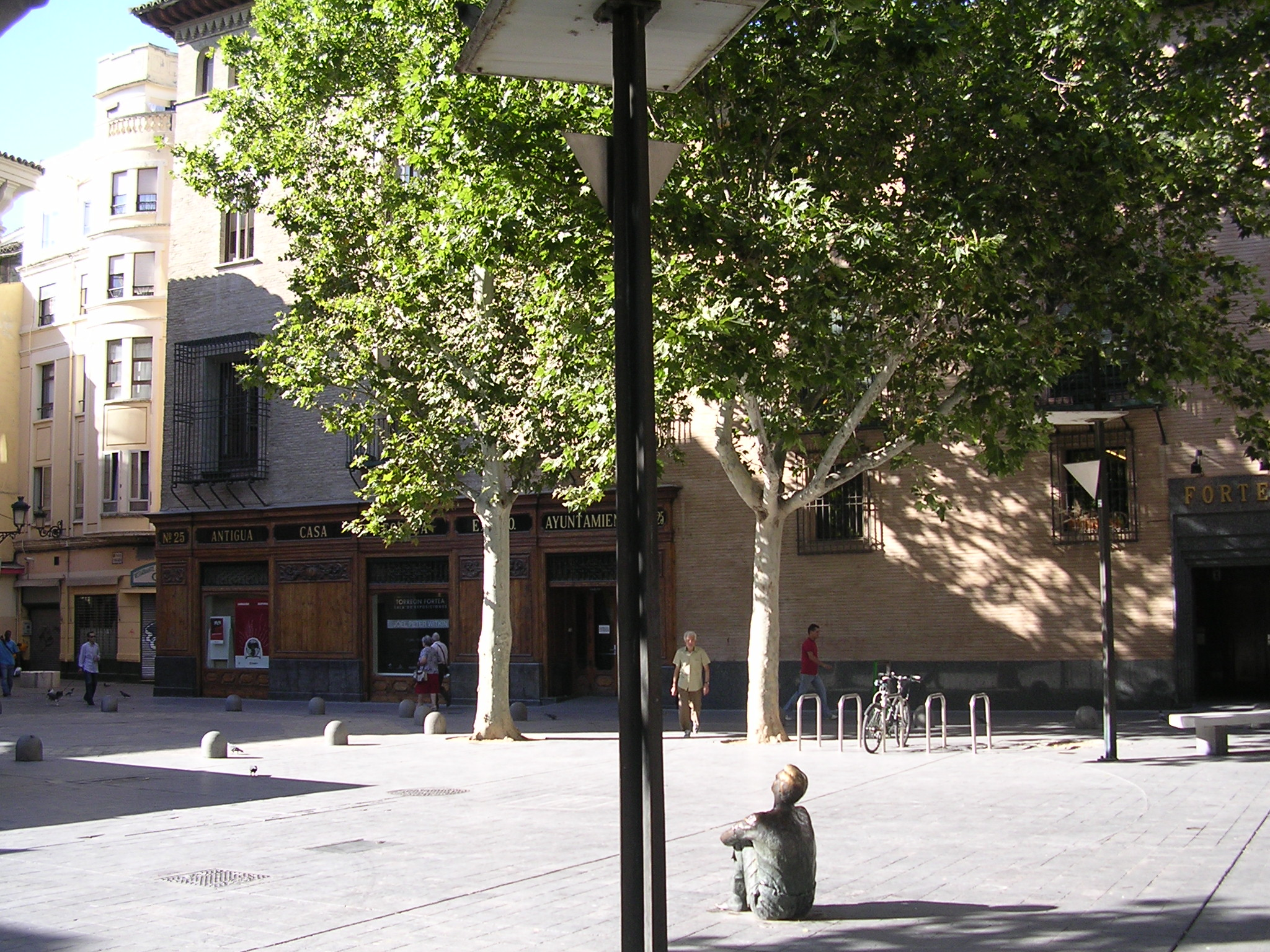
Plaza de San Felipe, donde se encontraba la Torre Nueva. La escultura de un muchacho sentado mira hacia el lugar en que se alzó la torre, señalado por hitos de piedra.

En 1878 la torre fue desmochada, retirándole su triple chapitel. En 1892 el ayuntamiento decidió demolerla, justificando la decisión por la inclinación y la presunta ruina de la obra. La decisión contó con la oposición de muchos intelectuales y de parte de la población, pero los esfuerzos por salvarla fueron en vano.
Entre los defensores de la torre destacaron los hermanos Gascón de Gotor, que publicaron numerosos artículos denunciando el "torricidio" de la más bella torre mudéjar, calificándolo también como el mayor crimen artístico cometido en España.
El derribo duró un año, empezando en el verano de 1892 con la instalación de unos andamios. Los ladrillos de la torre se vendieron para cimientos de nuevas casas de la ciudad, con lo cual se demostraba que eran perfectamente sólidos, y que la torre se demolía arbitrariamente. En el verano de 1893, definitivamente, Zaragoza se quedó sin su Torre Nueva. 
Durante los años noventa, del siglo XX, se construyó un primer monumento conmemorativo en el lugar en el que había estado la torre. Hoy tan solo queda una marca en el pavimento del perímetro de la torre y una escultura de un muchacho que la contempla sentado en el suelo, como si aún existiese.
En uno de los locales comerciales de la plaza, se halla un pequeño espacio museístico dedicado a la torre, con fotografías y piezas de la misma.

## Intentos de reconstrucción
En la década de 1980 nació la asociación Amigos de la Torre Nueva, que planteó su reconstrucción, siguiendo el ejemplo de la reconstrucción del campanario de la basílica de San Marcos, en Venecia.
En las elecciones de 2015, el candidato a la alcaldía de Zaragoza por el PAR, Xavier de Pedro, propuso durante la campaña electoral su reconstrucción mediante financiación colectiva, pero no llegó a ser elegido concejal.
En 2024 surge un nuevo intento de reconstrucción liderado por la Fundación Ingenio Azul y con el apoyo del Ayuntamiento de Zaragoza y de las Cortes de Aragón.